# Georgi Wassiljewitsch Swiridow

Grabbüste Swiridows auf dem Nowodewitschi-Friedhof

Georgi Wassiljewitsch Swiridow (russisch Георгий Васильевич Свиридов, wiss. Transliteration Georgij Vasil'evič Sviridov; * 3.jul. / 16. Dezember 1915greg. in Fatesch bei Kursk; † 6. Januar 1998 in Moskau) war ein sowjetischer Komponist.

## Leben
Swiridows musikalische Ausbildung begann mit dem Besuch der Musikschule in Kursk von 1929 bis 1932. Danach erhielt er in Leningrad Unterricht in den Fächern Klavier bei Isai Braudo und Komposition bei Marija Judina. Ab 1936 studierte er Komposition am Leningrader Konservatorium. Seit 1937 war Dmitri Schostakowitsch sein Lehrer. Nach Abschluss seiner Studien war Swiridow kriegsbedingt zwischen 1941 und 1944 in Nowosibirsk. 1956 ließ er sich in Moskau nieder. Dort war er bis an sein Lebensende als freischaffender Komponist tätig. Zeitweilig nahm Swiridow Positionen im sowjetischen Komponistenverband ein. Er erhielt immer wieder hoch dotierte Preise und Orden, zum ersten Male im Jahre 1946 den Stalinpreis für sein Klaviertrio. Der Asteroid (4075) Sviridov wurde 1990 nach ihm benannt.

## Stil
Zunächst orientierte sich Swiridow deutlich an seinem Lehrer Schostakowitsch. Mit der Zeit nahm dessen Einfluss jedoch ab und Swiridow entwickelte eine sehr eigene Tonsprache. Er war in erster Linie Vokalkomponist, was auch in seinen Instrumentalwerken klar erkennbar bleibt. Eingängige Melodien und gut nachvollziehbare Strukturen kennzeichnen seine Musik. In seinem Melos bleibt er mit dem russischen Volkslied eng verbunden. Swiridow galt in der Sowjetunion als Vorreiter der „neuen Folklore-Welle“, der u. a. auch Sergei Slonimski, Rodion Schtschedrin und Waleri Gawrilin zugerechnet wurden. Die Tonalität stellte er nie in Frage. Überhaupt sind seine Werke eher traditionell angelegt, haben ihre Wurzeln in der russischen Musik des 19. Jahrhunderts und benutzen weit konservativere Stilmittel als etwa die Werke Schostakowitschs. Daher genoss Swiridow unter weiten Hörerkreisen große Popularität. Von Kritikern wurde ihm dagegen teilweise sogar ein Hang zum Kitsch und Nationalismus nachgesagt. Viele seiner Kompositionen sind in Russland bis heute sehr beliebt. Beispielsweise wurde ein kurzes Segment seiner Musik zu dem Film Zeit, vorwärts! (1965, Время, вперёд!, Wremja, wperjod!) zur Kennmelodie der bekannten TV-Nachrichtensendung Wremja (Время, Zeit), die allabendlich russlandweit eine große Zuschauerquote erzielt. Zudem erklang die Musik bei der Eröffnungsfeier der Olympischen Winterspiele 2014 in Sotschi.

## Werke
- Orchesterwerke
  - Sinfonie Nr. 1 e-Moll (1937)
  - Sinfonie für Streicher (1940)
  - Musik für Kammerorchester (1964)
  - Triptychon, kleine Sinfonie (1965)
  - Musik zum Film Zeit! Vorwärts! (1965)
  - Der Schneesturm, „Musikalische Illustrationen“ nach der Novelle Die Geschichten des verstorbenen Iwan Petrowitsch Belkin von Puschkin (1975)
- Vokalsymphonische Werke
  - Lustre, Operette (1951)
  - Poem zum Gedenken an Sergei Jessenin für Tenor, Chor und Orchester (1955–1956)
  - Pathetisches Oratorium nach Majakowski (1959)
  - Hölzernes Russland, Kantate nach Jessenin (1964)
  - Es schneit, kleine Kantate nach Pasternak (1965)
  - Ode an Lenin (1976)
- Chöre und Lieder
  - Konzert in memoriam Alexander Jurlow für Chor a cappella (1973)
  - Puschkins Kranz, Konzert für Chor a cappella (1979)
  - Nachtwolken, Kantate nach Blok für Chor a cappella (1979)
  - Lieder aus schweren Zeiten, Konzert für Chor a cappella nach Blok (1980/1981–1998)
  - Sechs Romanzen nach Puschkin für Gesang und Klavier (1935)
  - Vorstadtlieder, sieben Lieder (1938–1958)
  - Sankt Petersburger Lieder für Sänger und Klaviertrio (1961–1963)
  - Zehn Lieder nach Blok (1972–1980)
- Kammer- und Klaviermusik
  - Klaviertrio a-Moll (1945, rev. 1955)
  - Klaviersonate (1944)
  - Partita für Klavier Nr. 1 e-Moll (1946, rev. 1957)
  - Partita für Klavier Nr. 2 f-Moll (1946, rev. 1960)
  - Kinderalbum für Klavier (1948, rev. 1958)